# Hospital del Salvador (Antofagasta)
El Hospital del Salvador fue un hospital público ubicado en Antofagasta, Chile.
Este hospital tuvo dos localizaciones dentro de la ciudad: El primer Hospital del Salvador fue inaugurado en 1872 y se localizaba en la actual calle Manuel Antonio Matta, mientras que el segundo hospital, ubicado en la actual avenida Argentina, abrió sus puertas en 1913.

## Historia

### Primer hospital
La carencia de centros hospitalarios, la lejanía respecto a otros centros urbanos, el hacinamiento y la aparición de un brote epidémico de viruela generaron la necesidad de construir un hospital.
La primera piedra del primer Hospital del Salvador fue colocada el 5 de mayo de 1872, en la intersección de las actuales calle Manuel Antonio Matta con avenida Andrés Sabella, cerca del Cementerio General de Antofagasta. Su construcción, al igual que su mantención durante algunos años, fue financiada con fondos provenientes de la Compañía de Salitres y Ferrocarril de Antofagasta, la municipalidad y el gobierno boliviano. El edificio entonces correspondía a una barraca de madera con mínima calidad sanitaria y arquitectónica. Recién en 1876 se asignaron fondos anuales gubernamentales en ayuda del recinto; además, el concejo municipal fijó un impuesto adicional al desembarque portuario para el mantenimiento del hospital.
Con el estallido de la Guerra del Pacífico en 1879, se construyó un anexo denominado Hospital de Sangre, destinado a la atención de los heridos.

### Segundo hospital
Con el paso de los años, el primer Hospital del Salvador de la ciudad colapsó. Se solicitó repetidas veces al gobierno de Chile la construcción de un nuevo recinto, solicitud que fue denegada.
El 23 de febrero de 1905 llegó a la ciudad el presidente Germán Riesco, quién visitó diversos edificios públicos en compañía del intendente provincial Carlos Merino. Riesco notó las malas condiciones del hospital, considerándolo como una "antesala del cementerio". El presidente encomendó a Merino y al vicario Luis Silva Lezaeta organizar el proyecto para la construcción de un nuevo hospital, comprometiéndose a colaborar para llevar a cabo la obra.
Se adquirieron 26 000 m², ubicados en la intersección de la actual avenida Argentina con las calles 21 de mayo (límite norte) y Copiapó (límite sur), todo por un valor de $ 15 000. La indiferencia inicial de la sociedad antofagastina paralizó el impulso inicial. Sin embargo, Silva Lezaeta perseveró hasta que el 10 de junio de 1906, se colocó la primera piedra del nuevo hospital. Su construcción se inició a fines del mismo año. El diseño fue idea del vicario, mientras que las obras fueron dirigidas por el ingeniero Luis Jacob.
Se invirtió un total de $ 1 016 784,83. Finalmente el recinto hospitalario fue inaugurado parcialmente el 30 de marzo de 1913, pues por falta de fondos no se logró construir ni la sala de maternidad ni cinco de las salas de hospitalización.
En 1915, el médico Ismael Larraín Mancheño decidió emprender una campaña mediática con el fin de dotar al recinto de una sala de maternidad. Mediante donaciones se logró recolectar$ 210 000, siendo aportados por diversas oficinas salitreras, colonias de inmigrantes, agrupaciones sociales, empresas y personalidades de la época. Finalmente, la maternidad fue inaugurada el 8 de diciembre de 1917. En agradecimiento, se colocó una placa conmemorativa con los nombres de los benefactores en el pasillo de la unidad. Para complementar la obra, Larraín solicitó a la Facultad de Medicina de la Universidad de Chile la apertura de un curso universitario de matronas, que se inició el 26 de junio de 1918.

### Actualidad
Con la apertura del Hospital Regional de Antofagasta el 12 de noviembre de 1966, el vetusto hospital cesó sus funciones. Hoy solamente quedan vestigios de su estructura, pues parte de esta fue destruida para la construcción del Área Clínica de la Universidad de Antofagasta.
Aún existen la antigua fachada del recinto, la capilla, los jardines interiores y algunas salas como la sala de hospitalización San Cayetano (actual archivo del hospital Regional).